# Luis Miguel Sánchez
Luis Miguel Sánchez ist ein venezolanischer Poolbillard- und Snookerspieler.

## Karriere
Im Juli 2000 schied Luis Miguel Sánchez in der Vorrunde der 9-Ball-Weltmeisterschaft aus. Bei der Panamerikameisterschaft erreichte er 2000 erstmals das Finale, das er gegen seinen Landsmann José Luis Perez verlor. Im Juli 2002 schied er bei der 9-Ball-WM erneut in der Vorrunde aus. Wenige Tage später kam er bei den Holland Open der IBC Tour auf den 33. Platz. Bei der Panamerikameisterschaft 2002 gelang ihm im 9-Ball erneut der Einzug ins Finale, in dem er jedoch dem Arubaner Ditto Acosta unterlag.
2004 trat Sánchez in Bolivien bei der Panamerikameisterschaft im Snooker an und erreichte das Viertelfinale.